# 조재필
조재필(曺在弼, 1967년 - )은 울산과학기술원(UNIST) 에너지 및 화학공학부 교수이자, 배터리 양극재 개발 스타트업인 에스엠랩의 대표이다. 배터리 연구분야에서 세계적인 학자로 평가 받는다.

## 학력
- 경북대학교 무기재료공학과 학사(1986～1990)
- 미국 아이오와 주립 대학교 세라믹공학과 석사(1990～1992)
- 미국 아이오와 주립 대학교 세라믹공학과 박사(1992～1995)

## 경력사항
- 2016.02～2017.09: 대통령직속 국가과학기술자문회의 위원
- 2013.06~현재: 산업 거점사업(그린에너지소재기술개발센터, 센터장, 산통부)
- 2014.08~현재: 삼성 SDI-UNIST 미래형이차전지연구센터 센터장
- 2009~- 2015: 울산과학기술원 에너지 및 화학공학부 학부장
- 2009.07~2014.12.31: ITRC사업(리튬전지소재기술연구센터, 센터장, 과기정통부)
- 2009.07~2014.06.30: 차세대기술융합연구사업(차세대전지기술융합연구단 단장, 과기정통부)
- 2002～2008 : 금오공과대학교/한양대학교 교수
- 1996～2002 : 삼성 SDI 책임연구원
- 1995～1996 : 조지아 공과대학교 박사 후 연구원

## 전문 분야 정보
- 리튬이차전지, Zn (Al) -Air전지, Redox Flow 전지
- Web of Science 총 인용횟수: >20,000회, h-index: 74
- Essential Science Index(ESI) highly cited papers: 42(인용도 상위 1% 내)
- 2017: ‘나노 레터스’에 최근 5년간 최다 논문 저자 11인에 등재-미국화학회(American Chemical Society, ACS) 재료과학·공학 분야의 저널 스타(Journal Stars)’로 선정
- 2016: 미국 MSE 서플라이즈(Material Science and Engineering Supplies) 발표 ‘세계 재료화학·공학자 300인’ 선정

## 수상실적
- 1997, 2001: 삼성 SDI 최우수기술논문상, 2001: 발명상 (은상)
- 2007: 대한화학회(KCS)-Wiley 젊은화학자상
- 2011: UNIST 최우수교원상(글로벌연구업적상)
- 2011: PBFC학술상(한국전기화학회)
- 2013: 27회 인촌상 (자연과학부문, 동아일보 인촌재단)
- 2014: 지식창조대상(재료과학부문최다논문인용, 미래창조과학부)
- 2014: 산학협력최우수사업단 장관상 (ITRC사업, 미래부)
- 2014: 국가연구개발 우수성과 100선 (미래부)
- 2015: 2014 ICT Innovation대상 국무총리상 (미래부)
- 2016,17: 세계 상위 1% 연구자, 재료과학분야 (Clarivate analytics)
- 2017: 울산광역시민대상 (학술·과학기술부문, 울산광역시)

## 대외 활동
- Editorial Advisory Board Member: Energy and Environmental Science (영국 왕립화학협회), Advanced Energy Materials (독일 Wiley 출판사),

Angewandte Chemie International Edition (독일 Wiley 출판사), ChemPlusChem (독일 Wiley 출판사)
- Associate Editor: Chemistry: Asian Journal (독일 Wiley 출판사), Chemistry: European Journal (독일 Wiley 출판사)